# Argo (Alabama)
Pour les articles homonymes, voir Argo.
Argo est une municipalité américaine située dans les comtés de St. Clair et de Jefferson en Alabama.
Selon le recensement de 2010, sa population est de 4 071 habitants. La municipalité s'étend sur 10,83 milles carrés (28,05 km2). L'essentiel de la ville se trouve dans le comté de St. Clair : 10,36 milles carrés (26,83 km2) et 4 010 habitants.
| 1990 | 2000  | 2010  |
| ---- | ----- | ----- |
| 930  | 1 845 | 4 071 |